# Parash Pathar
Parash Pathar (La piedra filosofal, 1958) fue la primera película de Satyajit Ray aparte la Trilogía de Apu. Fue también su primera comedia y la primera película suya que usó el realismo mágico. Adaptado desde un cuento del mismo título escrito por "Parasuram" Rajsekhar Bose, la película ofreció una vislumbre temprana del sentido de humor de Ray, centrada en un empleado de banco que, sin querer, descubre una piedra que puede convertir las otras cosas en oro.
- Datos: Q640036